# 让·加谢
让·加谢（法語：Jean Gachet，1894年6月2日—1968年2月4日），法国男子拳击运动员。他曾代表法国参加1920年夏季奥林匹克运动会拳击比赛，获得一枚银牌。在1920年奥运会后，他成为职业选手。